# Alberto Argenton
Alberto Argenton (Asmara, 26 febbraio 1944 – Padova, 23 maggio 2015) è stato uno psicologo e artista italiano.

## Biografia
Figlio di un medico che si era trasferito in Eritrea per esercitare la professione, visse la preadolescenza a Cividale del Friuli, mostrando fin da quell'età interesse per il disegno e la pittura, e la tarda adolescenza a Mogadiscio, dove frequentò il liceo italiano. Successivamente studiò filosofia con indirizzo psicopedagogico all'Università degli Studi di Trieste, dove ebbe per professori Gaetano Kanizsa, Giorgio Tampieri, Gianfranco Minguzzi, Paolo Bozzi e Giovanni Bruno Vicario, laureandosi nel 1972 con una tesi intitolata «William Godwin pioniere dell'educazione libertaria» avendo come relatrice Carmela Metelli Di Lallo.
Tra il 1973 e il 1975 ebbe l'incarico di organizzare e dirigere un centro di attività espressive nell'ospedale psichiatrico provinciale di Udine e nel 1976 fu nominato professore incaricato a insegnare istituzioni di pedagogia all'Università degli Studi di Padova; nel 1986 si sposò con la pedagogista della sua stessa università Laura Messina.
Vinse nel 1982 il concorso per il ruolo di professore associato di istituzioni di pedagogia nel corso di laurea in psicologia della Facoltà di magistero. Per tutti gli anni Ottanta la galleria d'arte La Chiocciola di Padova espose le sue opere pittoriche.
Nel 1987 fu fra i fondatori del Centro interdipartimentale di studi, colore e arte (CISCA) dell'ateneo patavino, dirigendolo poi dal 1989 al 1991. Nel 1990 ottenne l'inquadramento nel settore scientifico-disciplinare di psicologia generale (M-PSI/01) e cominciò a insegnare psicologia dell'arte nella Facoltà di psicologia dell'Università di Padova continuativamente fino al trenta settembre 2014, quando fu collocato a riposo per sopraggiunti limiti d'età.

## Attività scientifica
La sua attività di ricerca si concentrò in un primo momento sulla pedagogia anarchica, approfondendo i pensatori di tale scuola e in linea con le ricerche della Metelli Di Lallo, in un secondo momento — fino alla fine degli anni Ottanta — sulla psicopedagogia e sulle teorie dell'educazione, conducendo degli studi insieme agli psicopedagogisti Pietro Boscolo, Giorgio Cherubini e Franco Zambelli.
Una terza fase di ricerca fu rappresentata dallo studio del fenomeno artistico, sulla scorta, in particolare, della psicologia della forma di Rudolf Arnheim, giungendo a elaborare una teoria della cognizione estetica. All'interno di questa concezione approfondiva il rapporto tra cognizione e arte, l'attività percettivo-rappresentativa alla base del comportamento artistico, la genesi del comportamento artistico ed estetico, l'esperienza e l'emozione estetica, lo stile e la dimensione estetica, gli aspetti strutturali, processuali e funzionali del linguaggio grafico.

## Attività artistica
La sua attività artistica si rivolse prevalentemente alle arti visive, quali la grafica e la pittura. Tra gli anni Settanta e gli anni Ottanta gallerie d'arte di Trieste, Portogruaro, Latisana, Venezia, Milano, Firenze, Messina, Bassano del Grappa, Chiavari e Macerata esposero le sue opere; a partire dagli anni Novanta decise di svolgere in forma privata l'attività artistica.

## Opere
- Alberto Argenton e Eugenia Rota, Attività espressive e istituzione psichiatrica, Padova, Liviana, 1976.
- Alberto Argenton, La concezione pedagogica di un classico dell'anarchismo: William Godwin, Bologna, Patròn, 1977.
- Alberto Argenton, Giorgio Cherubini, Bianca De Bernardi e Franco Zambelli, Psicologia dell'educazione, Bergamo, Juvenilia, 1990.
- Alberto Argenton e Laura Messina, Concettualizzazione e istruzione, Bologna, il Mulino, 1990.
- Alberto Argenton (a cura di), L'emozione estetica, Padova, Il Poligrafo, 1993.
- Alberto Argenton, Arte e cognizione, Milano, Raffaello Cortina Editore, 1996.
- Alberto Argenton e Laura Messina, L'enigma del mondo poetico, Torino, Bollati Boringhieri, 2000.
- Alberto Argenton, Arte e espressione, Padova, Il Poligrafo, 2008.
- Alberto Argenton (a cura di), Vedere con mano, Trento, Edizioni Centro Studi Erickson, 2011.